# Demon Slayer
Demon Slayer — браузерная онлайн игра в жанре ММО TRPG, которая была создана компанией 7Road и выпущена в России пятью командами издателей — INFIPLAY (единственный издатель для платформ Android, и iOS, GAME.RU, 101XP (версия игры для платформ ВКонтакте, Одноклассники, Мой Мир и 101XP.com), RaidCall , платформой онлайн игр RBK Games для русскоязычных игроков и китайской компанией Koramgame. Открытие игры состоялось 29 сентября 2013 года. 25 августа 2014 года вышла мобильная версия игры для платформ iOS и Android. Игра распространяется по бизнес модели free-to-play.

## Игровой процесс
Сюжетная линия основана на спасении прекрасного мира Баленор от тёмных сил. Король демонов Ярос, вместе со своими приспешниками пытается поглотить души людей и вы можете стать одним из тех воинов света, которые готовы сражаться со злыми монстрами и спасти мир от погибели. Сюжетная линия заданий ведет через различные подземелья, где в современной 2.5D графике вы сможете наслаждаться красочными локациями, сражаться со страшными монстрами и зарабатывать различные игровые предметы, которые помогут вам развивать персонажа. Каждый герой не ходит в бой один, вы всегда можете нанять в казарме войска, которые помогут вам спасти мир от демонов. Если вы утомитесь от боевых походов, то можете заняться строительством своего личного замка, а также построить большую ферму и выращивать на ней различные волшебные растения. Все это будет давать различные бонусы для усиления персонажа. В игре вас ждет большое количество многопользовательских локаций и мероприятий, которые не оставят равнодушным тех кто предпочитает групповые бои. PvP сражения за ресурсы или на арене делают игру ещё более насыщенной и интересной. Постоянно проводятся различные мероприятия, которые не дадут заскучать и обогатят вас уникальными предметами.
В Demon Slayer можно стать воином, лучником или магом, каждый герой имеет свои умения и особенности.
Особенности персонажей:
Воин - самый защищённый из персонажей, он использует тяжёлую броню и имеет наибольший запас здоровья. В комбинации с защитными навыками такой герой превращается в надёжную защиту для войска, а его атакующие умения уж точно не помешают уничтожению неприятелей. Само собой, максимальную эффективность боец демонстрирует, когда находится в первом ряду отряда, прикрывая стрелков и волшебников.
Маг - явная противоположность воину: небольшой запас здоровья и слабая броня с лихвой компенсируются высокими показателями атаки. Кстати, это единственный класс, способный лечить себя и соратников, а ещё одной его сильной стороной является большое количество массовых атакующих умений, наносящих урон всем противникам. Наиболее силен такой герой во втором ряду под надежной защитой своего отряда.
Лучник - золотая середина между первыми двумя: сбалансированные показатели атаки, брони и здоровья делают его универсальной боевой единицей, способной пройти любые испытания, а высокая вероятность нанесения критических ударов наводит на врагов смертельный ужас. Стрелок, как и волшебник, прекрасно демонстрирует себя в бою, находясь в заднем ряду.